# Senica
Senica (węg. Szenice, do 1907 Szenic, także Szénásfalu, niem. Senitz) – miasto na Słowacji w kraju trnawskim, ośrodek administracyjny powiatu Senica. Według danych na rok 2011 zamieszkiwało je ponad 20 tysięcy mieszkańców.
W mieście znajduje się fabryka sztucznego jedwabiu oraz pomnik nagiej Madonny.

## Sport
- FK Senica – klub piłkarski
- HC Dukla Senica – klub hokejowy

## Współpraca
- Bač, Serbia
- Herzogenbuchsee, Szwajcaria
- Pułtusk, Polska
- Trutnov, Czechy
- Velké Pavlovice, Czechy